# (1094) Siberia
(1094) Siberia es un asteroide perteneciente al cinturón de asteroides descubierto el 12 de febrero de 1926 por Serguéi Ivánovich Beliavski desde el observatorio de Simeiz en Crimea.
Está nombrado por Siberia, región septentrional de Asia perteneciente a Rusia.